# Masléon
Masléon é uma comuna francesa na região administrativa da Nova Aquitânia, no departamento de Alto Vienne. Estende-se por uma área de 8,72 km². Em 2010 a comuna tinha 285 habitantes (densidade: 32,7 hab./km²).